# Juncus hesperius
Juncus hesperius är en tågväxtart som först beskrevs av Charles Vancouver Piper, och fick sitt nu gällande namn av Harold LeRoy Lint. Juncus hesperius ingår i släktet tåg, och familjen tågväxter. Inga underarter finns listade i Catalogue of Life.